# Bague
Pour les articles homonymes, voir Bague (homonymie).
 (décembre 2016).
Si vous disposez d'ouvrages ou d'articles de référence ou si vous connaissez des sites web de qualité traitant du thème abordé ici, merci de compléter l'article en donnant les références utiles à sa vérifiabilité et en les liant à la section « Notes et références ».

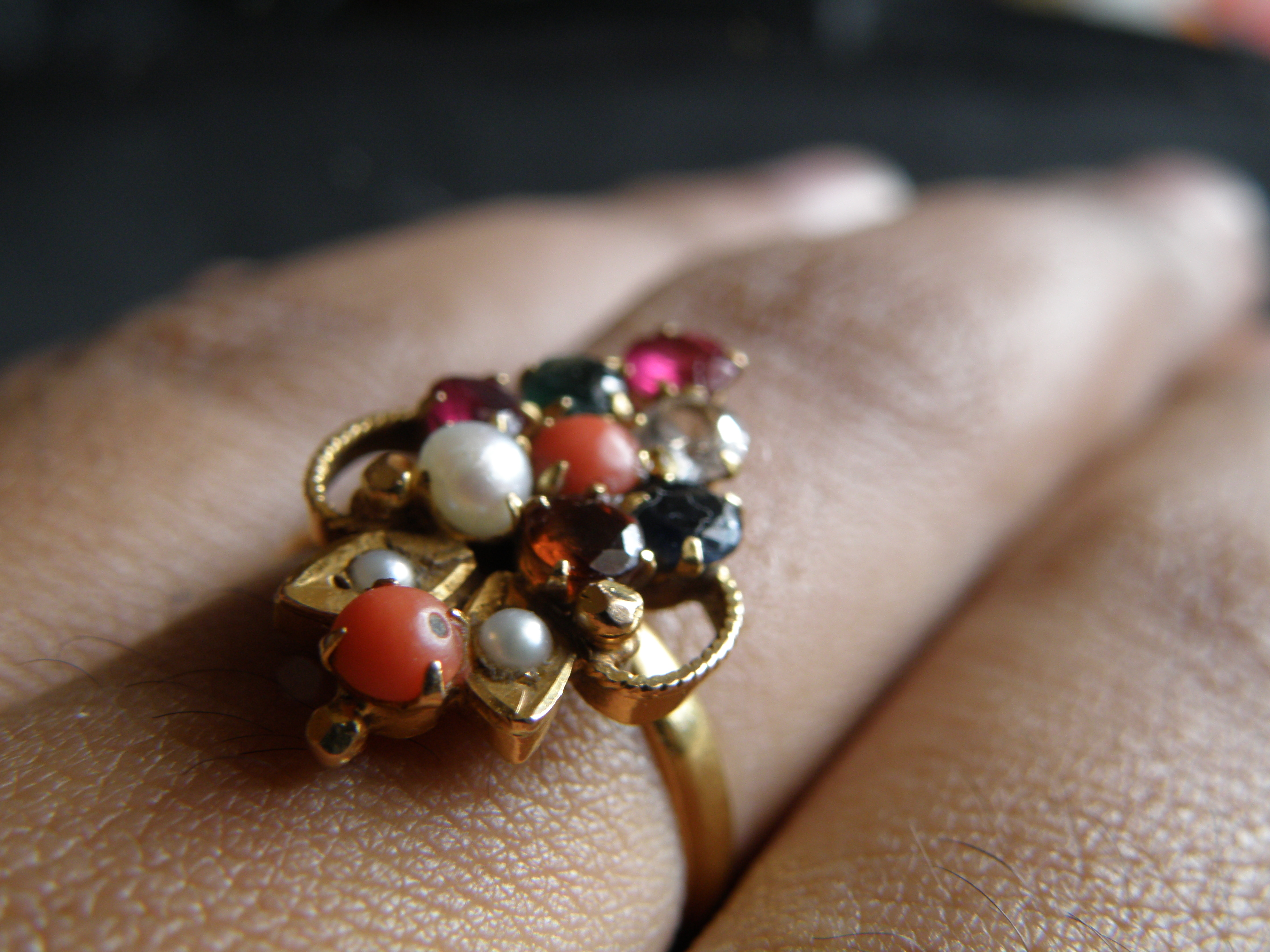
Une bague sertie.

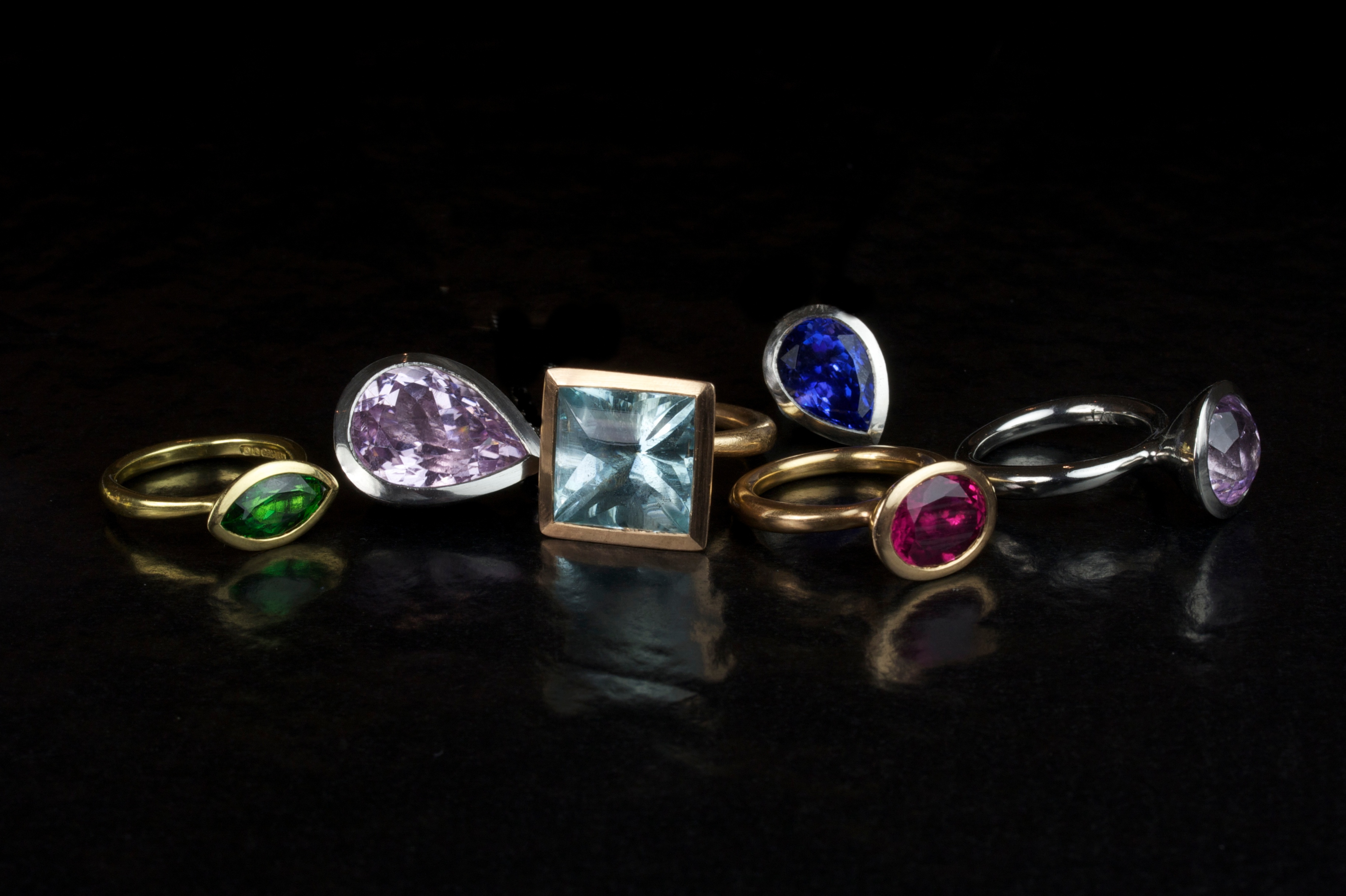
Plusieurs bagues présentant des pierres précieuses.

Une bague est un bijou qui se porte généralement au doigt en forme d'anneau, plus ou moins large, serti ou non de pierres et quelquefois gravé. Au même titre que les boucles d'oreille, les bagues peuvent être constituées de toutes sortes de matériaux, incluant métal, plastique, bois, os et verre. Quand l'anneau comporte une partie sertie, on la désigne sous le terme chaton. La partie sertie est en général une ou plusieurs pierres précieuses ou fines comme le diamant, rubis, saphir ou émeraude.

## Histoire

### Traces archéologiques

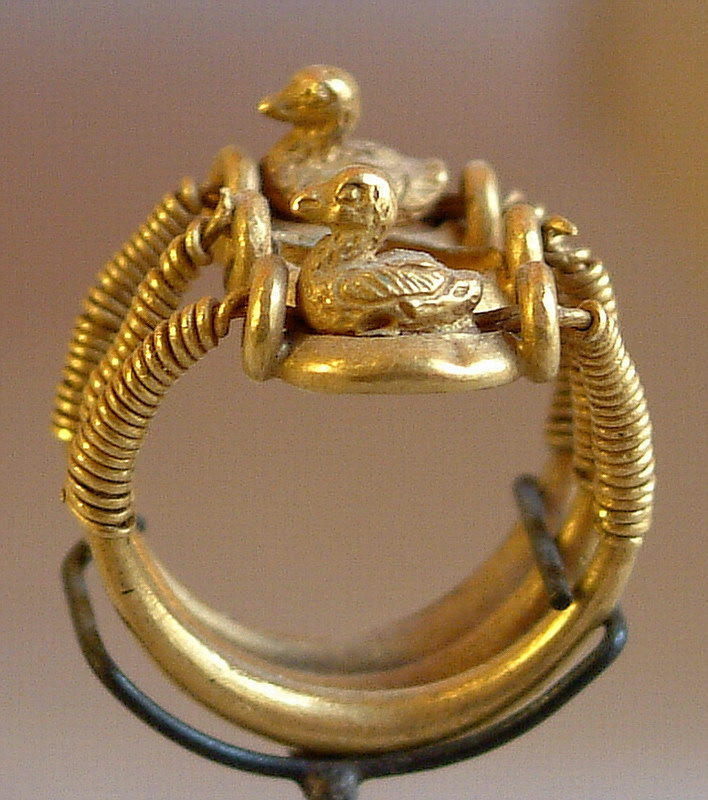
Bague au canard au nom de Ramsès IV.

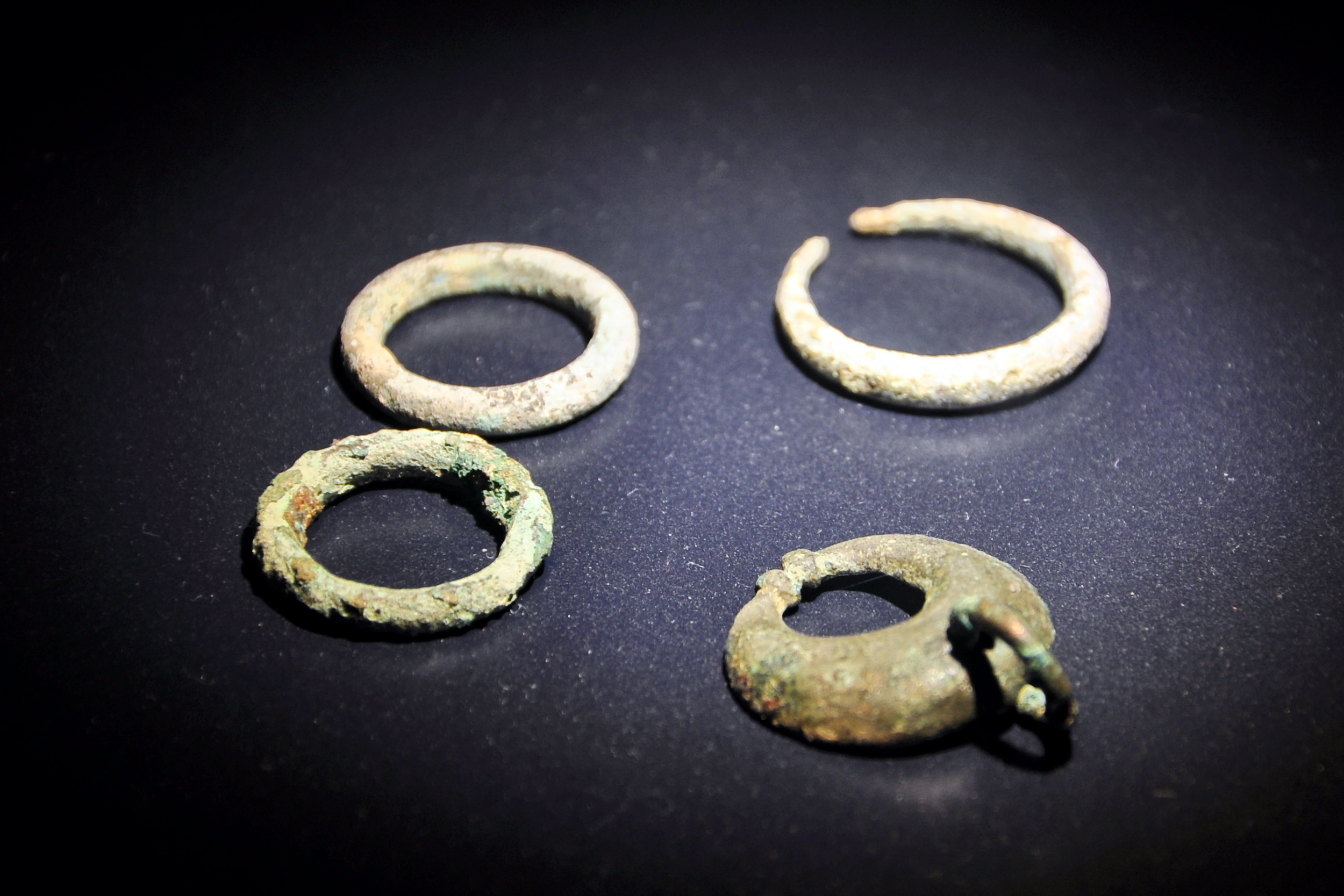
Bagues en bronze datant de l'époque archaïque.

Les plus anciennes bagues de l'Histoire connues à ce jour ont été datées de 21000 ans. Plusieurs exemplaires ont été découverts à Pavlov, en République tchèque. Ces bagues étaient fabriquées en ivoire de mammouth. Les bagues semblent avoir été autant un objet de décoration qu'une monnaie d'échange. 
Au cours de découvertes archéologiques ont été découvertes des bagues appartenant à la civilisation hittite. Celles-ci comprenaient également des chevalières. Les Égyptiens avaient eux aussi une large variété de bagues, dont quelques exemples célèbres comme le modèle en forme de scarabée. Au fur et à mesure de l'Histoire, les anneaux égyptiens se sont complexifiés.
Au cours de la dynastie des Ptolémée, les différents styles égyptiens ont été remplacés par les modes grecques et romaines.

### Modes archaïque et classique grecque
Les bagues grecques sont, dans une certaine mesure inspirées de la mode égyptienne, bien qu'elles aient tendance à être moins imposantes. De plus, celles-ci ne sont pas, la plupart du temps, utilisées comme des chevalières de travail. L'or n'étant pas un minerai particulièrement présent dans le bassin méditerranéen, la plupart des anneaux fabriqués à cette époque sont pour la plupart à base d'argent ou de bronze. L'une des rares régions d'Europe où l'on peut trouver des anneaux d'or est l'Étrurie. La période classique montre un décalage marqué au niveau des matériaux utilisés. Le bronze est délaissé au profit de l'or et de l'argent, jugés plus précieux. Le modèle typique de l'époque présente une gravure de forme ovale. Au fil du temps, la gravure a évolué vers une forme plus circulaire.

### Moyen Âge
Durant le Moyen Âge, le port de bague semble avoir été réservé aux classes supérieures. Le port de chevalière, en particulier, était signe d'affirmation de puissance et de dignité. En outre, les bagues ont également pu symboliser amour et fidélité à cette époque. De plus, les bagues ont progressivement évolué vers de nouvelles significations, comme celles du deuil ou de la mémoire personnelle. Durant cette période, les bagues ont également pu jouer un rôle d'amulette. Certaines  présentant une sculpture en forme de crapaud ont notamment été des amulettes de guérison. Cette tradition a persisté pendant la Renaissance.

## Symbolique

### Contes et mythologies
La bague, par son caractère symbolique fort est souvent utilisée dans la littérature. En effet, il arrive fréquemment qu'on lui prête un pouvoir magique, ou bien que celle-ci soit l'objet d'une quête. 
- Dans les Contes de Grimm, (no 17, 25, 40, 55, 63, 65, 67, 69, 92, 93, 97, 121, 123, 166, 192, 193, 197), une bague joue un rôle important.
- Dans Le Seigneur des anneaux de J. R. R. Tolkien, une bague constitue l'objet principal de l'intrigue du roman. De plus, on prête à celle-ci des propriétés magiques puissantes.
- Dans le film musical britannique Help! de Richard Lester mettant en vedette les Beatles, l'anneau que porte au doigt Ringo Starr se trouve au centre de l'intrigue.
- Les différentes mythologies regorgent de nombreux exemples d'anneaux magiques, comme l'anneau de Polycrate.

### Symbolique des doigts

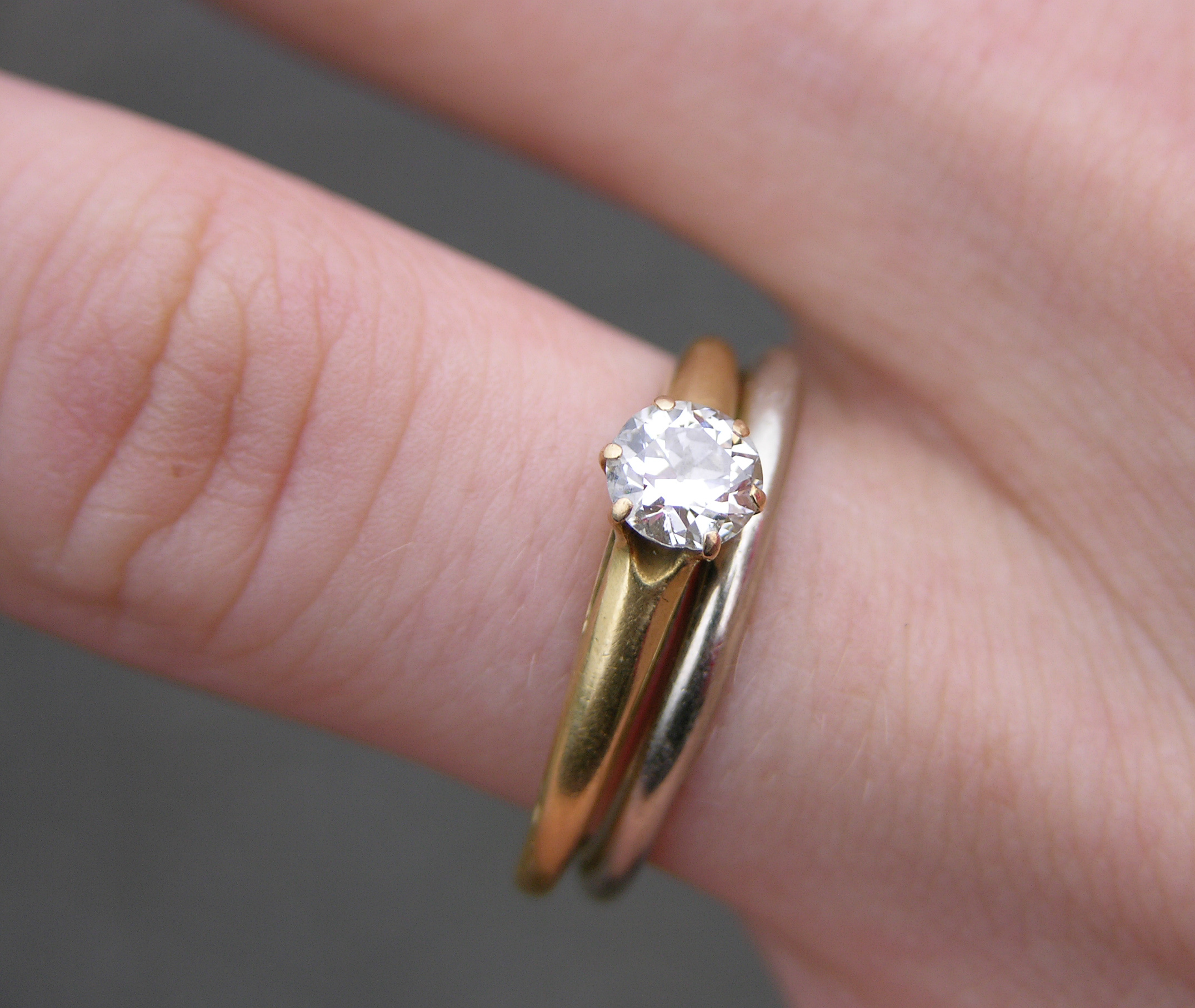
Une alliance et une bague de fiançailles de type solitaire.

- L’annulaire: littéralement, le doigt portant l'anneau. Le quatrième doigt de la main gauche est devenu le doigt privilégié pour le port d'anneau de mariage dans la majeure partie du monde. Dans certains pays, l'alliance se porte cependant à la main droite. Il semblerait que la coutume ait été pratiquement imposée comme norme sociale au cours de la Seconde Guerre mondiale. Cependant, le port de bague à l'annulaire gauche est associé à une vieille croyance datant de l'époque des pharaons. En effet, ceux-ci croyaient que l'annulaire était directement relié au cœur par une veine. Cette croyance a persisté aux XVIe siècle et au XVIIe siècle en Angleterre, comme l'illustre le traité sur le mariage de Henry Swinburne. Dans la tradition romaine, celle-ci était appelée la veine de l'amour, vena amoris. L'alliance est l'anneau particulier que s'échangent les époux lors de leur consentement mutuel. Cette bague traditionnellement circulaire, en forme d'anneau fin, en or, et sans chaton. L'alliance, en forme de cercle sans commencement ni fin symbolise la pérennité de la relation entre les époux. La bague trois ors qui se prolonge sur la phalangette de l'annulaire. Celle-ci peut être interprétée comme une représentation de la Trinité et rappelle d'ailleurs le salut des ecclésiastes. De plus, portée par un couple, ces trois ors symbolisent la pureté, l'amour et le conjoint. Cette bague imposante qui recouvre la phalange de l'annulaire est parfois portée par les femmes séparées de leur conjoint ne souhaitant pas trouver d'autre homme.
- Le pouce : On attribue aux femmes qui portent une bague au pouce un soutien au mouvement féministe, car il existe plusieurs cas de féministes notables s'étant fait photographier ou représenter avec une bague au pouce particulièrement visible. Certains membres de la communauté LGBTQ+ ont également adopté le port d'anneau à ce doigt en signe distinctif d'appartenance.

- L’auriculaire est le doigt choisi par la franc-maçonnerie.

Il est fréquent que les bagues conçues pour être portées au petit doigt aient un aspect ressemblant aux bagues-poison du XVIIe siècle.
Les chevalières sont traditionnellement portées à l'auriculaire.

## Taille
Alors que la norme ISO définit la taille de la bague en termes de circonférence intérieure (mesurée en millimètres), divers pays utilisent encore des systèmes de dimensionnement traditionnels. Les perles de dimensionnement, qui réduisent fonctionnellement la taille de la bague, sont de petites perles métalliques ajoutées à la surface intérieure d'une bague pour la maintenir en place contre le doigt ; ils ont l'avantage d'être facilement ajoutés ou retirés.

## Types

Les parties d'une bague. 1 : cercle ou « corps de bague ». 2 : épaule. 3 : chaton ou « tête de bague ». 4 : pierre.

- L'alliance, anneau échangé lors du mariage.
- L'anneau, bague non sertie.
- L'anneau de doctorat, anneau en or porté par les titulaires d'un diplôme de doctorat dans les universités danoises ou suédoises.
- L'anneau épiscopal, anneau porté par les évèques
- La bague, bijou que l'on met habituellement au doigt.
- La bague aqiq, bague de cornaline ou d'agate portée par certains musulmans, en particulier chiites, à l'imitation de Mahomet.
- La bague-armure, une bague ressemblant à un doigt ornementé de gantelet en harnois plain, présente surtout dans les milieux "gothiques" ou de musique Metal.
- La bague-camée, anneau ordinaire surmonté par un plateau, dans lequel a été apposé un camée sculpté (de profil). Ce type de bagues est extrêmement ancien et a été le plus souvent porté par des hommes. Au fil du temps, les camées ont pu représenter des dieux païens, des saints chrétiens et même des autoportraits. Le support était en général du marbre ou du porphyre, car ces pierres ont un aspect à plusieurs couleurs.
- La bague d'humeur, bague en acier oxydable avec le cercle en résine contenant des cristaux liquides qui change de couleur en fonction de la température du corps donc, de l'humeur. Il est souvent inscrit dans la résine des mots, des signes ou des formes.
- Les bagues de championnat sportif, bijoux que l'on peut gagner lors de tournois aux États-Unis, au Mexique et au Canada. La plus connue est sans doute la bague du tournoi du Super Bowl.
- La chevalière, bague portant une initiale ou un blason gravé sur le chaton.
- Le Claddagh, bague irlandaise symbolisant l'amitié. Cette bague symbolise un état de disponibilité romantique. Dans les siècles derniers, ces bagues étaient usuellement léguées de mère en fille.
- Le jonc, anneau dont le relief est uniforme sur tout son cercle.
- Le solitaire, bague sertie d'un diamant unique.

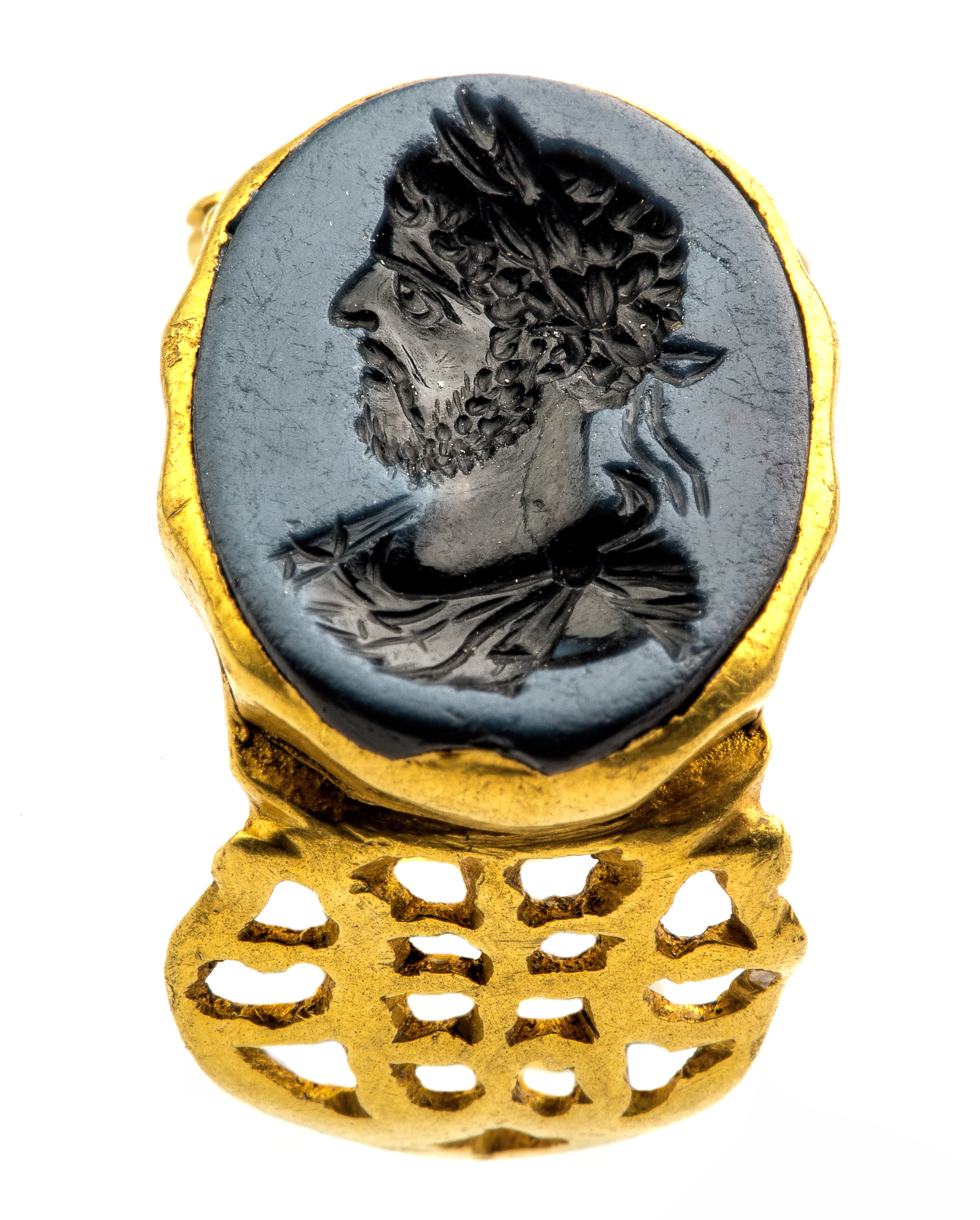
Anneau sigillaire romain en or avec portrait de Commode, 180-200 ap. J.-C., trouvé à Tongres (Belgique), Musée gallo-romain de Tongres
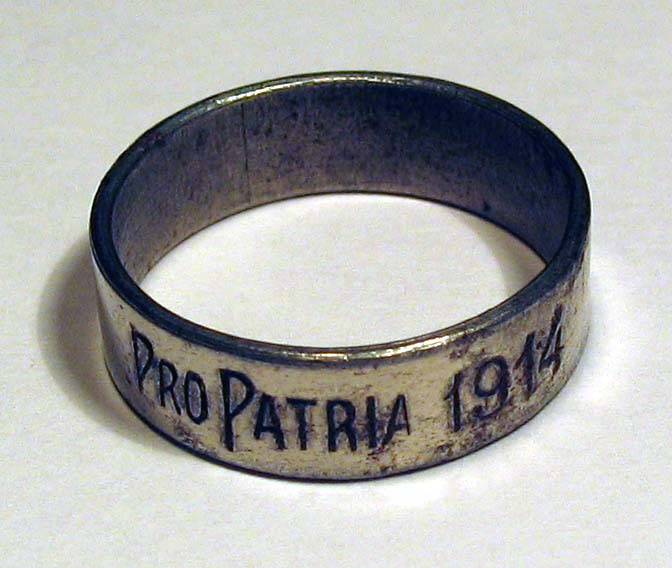
Exemple d'anneaux.
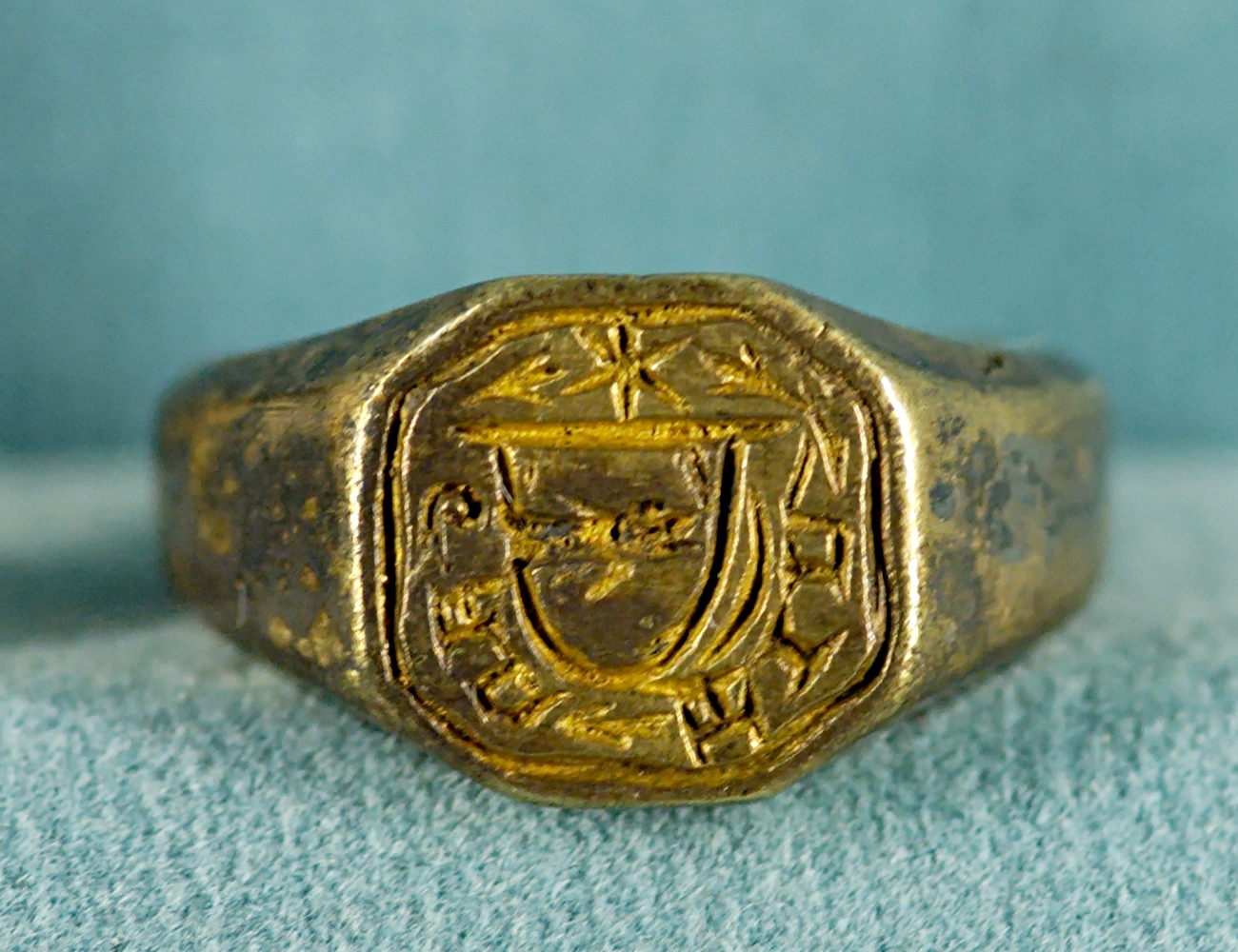
Exemple de chevalière.
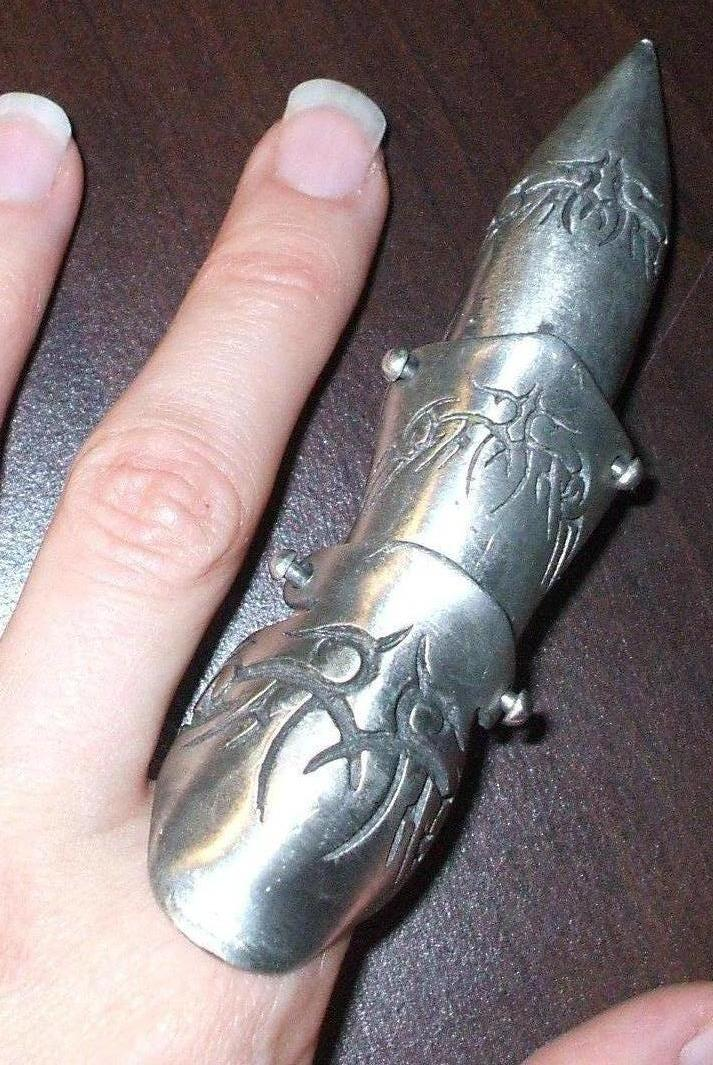
Bague d'armes.

## Autres types
- Il existe aussi des variantes qui se glissent sur l'oreille ou les orteils.

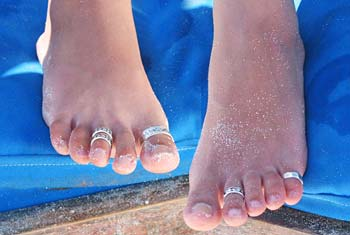
Bague d'orteil.
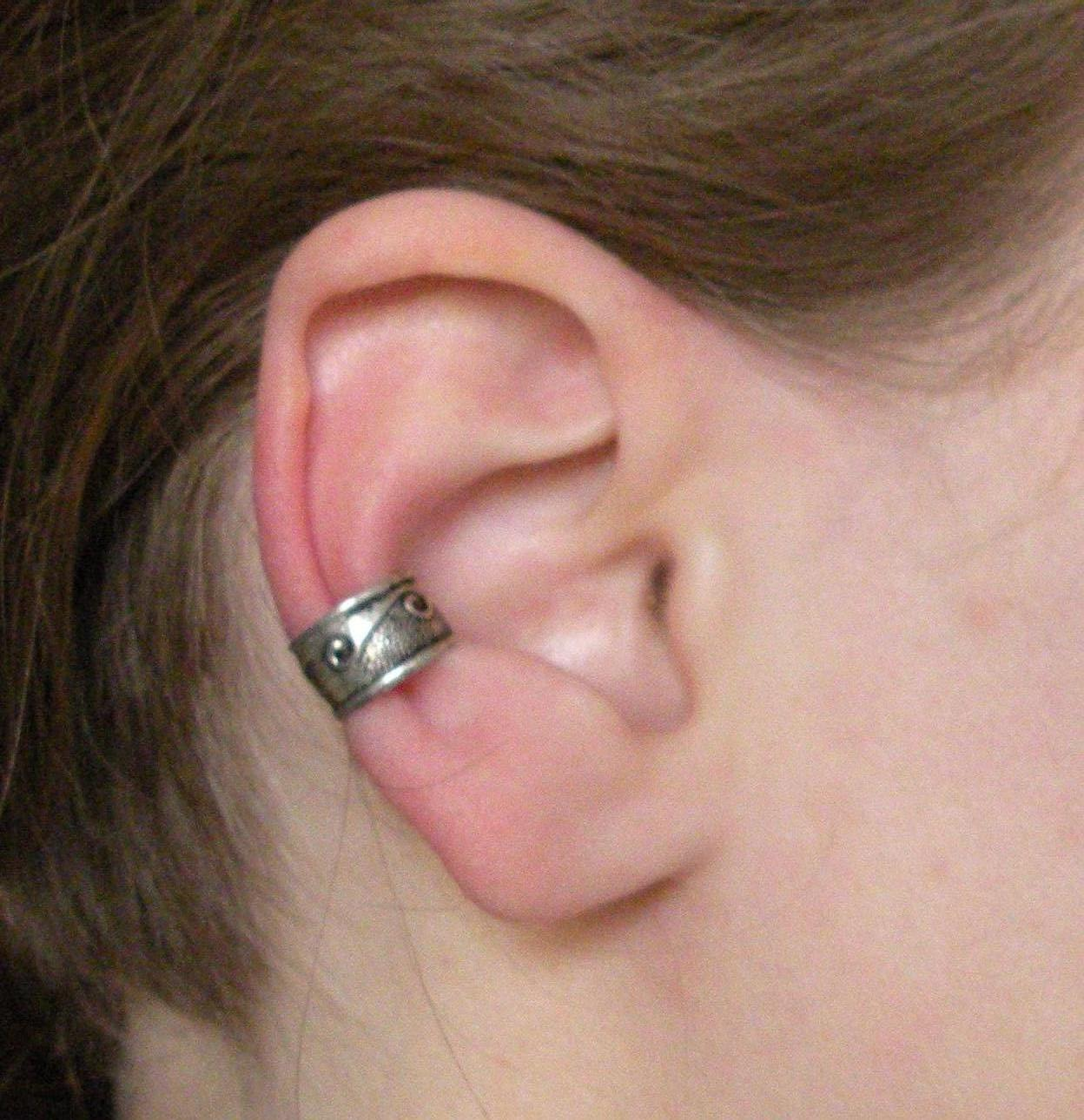
Bague d'oreille.